# Camille Abily
Camille Abily (Rennes, 5 de dezembro de 1984) é uma ex-futebolista francesa que jogava como meia. Ela é conhecida por ganhar 5 Champions League Feminina com Lyon.

## Títulos

### OL Lyonnes
- Primeira Divisão Feminina: 2006-07, 2007-08, 2008-09, 2010-11, 2011-12, 2012-13, 2013-14, 2014-15, 2015-16, 2016-17, 2017-18
- Liga dos Campeões Feminina da UEFA: 2010–11,  2011–12 , 2015–16 , 2016–17, 2017–18
- Copa da França Feminina: 2008, 2012, 2013, 2014, 2015, 2016, 2017

### Montpellier HSC
- Primeira Divisão Feminina: 2004, 2005
- Copa Nacional Feminina: 2006

### FC Gold Pride
- Campeonato WPS:2010

## Carreira

### En Avant Guingamp
Abily começou a carreira em 2000 no En Avant Guingamp. Em 20 jogos ela marcou 4 gols, uma média de 1 gol a cada 5 jogos, ela saiu do clube em 2001.

### ESOF Vendée La Roche-sur-Yon
Em 2001 ela foi para o ESOF Vendée La Roche-sur-Yon. Em 21 jogos ela marcou 3 gols, uma média de 1 gols a cada 7 jogos, ela saiu do time em 2002.

### CNFE Clairefontaine
Em 2002 ela foi para o CNFE Clairefontaine. Ela fez 17 jogos e 5 gols uma média de 1 gols a cada 3,4 jogos, ela saiu em 2003.

### Montpellier HSC
Entre 2003 e 2006 ela jogou no Montpellier HSC, aonde ela ganhou 2 Primeira Divisão Feminina e 1 Copa da França Feminina. No Montpellier HSC ela fez 17 gols em 68 jogos uma média de 1 gols a cada 4 jogos.

### Lyon, 1° passagem
No ano de 2006 Abily foi para Lyon, aonde ela ganhou 3 Primeira Divisão Feminina, em 56 jogos ela marcou 34 gols uma média de 1 gols a cada 1,64 jogos, em 2009 ela saiu do time, mas voltou em 2010.

### Los Angeles Sol
Em 2009 ela foi para Los Angeles Sol, em 18 jogos ela fez 8 gols uma média de 1 gol a cada 2,25 jogos, mas no mesmo ano ela foi para PSG de empréstimo, em 2010 ela saiu do clube.

### PSG
Em 2009 Abily foi para o PSG de empréstimo, ela fez 13 jogos e 12 gols uma média de 1 gol a cada 1,08 jogos, em 2010 saiu do time.

### Football Club Gold Pride
No ano de 2010 ela foi para o Gold Pride, aonde Abily jogou ao lado da Marta, ganhou Campeonato WPS e fez 17 jogos e 1 gols uma média de 1 gol a cada 17 jogos, ela saiu do clube no mesmo ano.

### Lyon, 2° passagem
Em 2010 Abily voltou para Lyon, e ganhou 8 Primeira Divisão Feminina, 6 Copa da França Feminina e 5 Champions League Feminina, em 222 jogos e 144 gols uma média de 1 gol a cada 1,54 jogos, ela se aposentou em 2018.

### Seleção Francesa
Abily fez parte do elenco da Seleção Francesa de Futebol Feminino, nas Olimpíadas de 2012 e 2016.